# Haliliye Belediye Spor Kulübü (pallavolo)
L'Haliliye Belediye Spor Kulübü è una società pallavolistica maschile turca, con sede a Şanlıurfa: milita nel campionato turco di Efeler Ligi.

## Storia
Fondato nel 2014, l'Haliliye Belediye Spor Kulübü viene promosso dopo un solo anno in Voleybol 3. Ligi, restando nella terza divisione turca per due annate, fino alla promozione in Voleybol 1. Ligi nel 2017: nel campionato 2019-20 raggiunge la finale dei play-off promozione, ma in seguito all'interruzione dei campionati a causa della pandemia da COVID-19 in Turchia, viene ripescato in Efeler Ligi, dove esordisce nella stagione seguente, ma finendo per retrocedere.